# Зийнич Марія Юріївна
Марія Юріївна Зи́йнич (нар. 4 липня 1959, Макарьово) — українська художниця; член Спілки художників України з 1993 року.

## Життєпис
Народилася 4 липня 1959 року в селі Макарьовому Мукачівського району Закарпатської області (нині Україна). 1983 року закінчила Львівський інститут прикладного та декоративного мистецтва, де навчалася на кафедрі художнього текстилю у Сергія Бабкова, Марти Токар. Також її педагогом був Василь Любчик. Дипломна робота — декоративне панно «Казкове місто» (керівник Світлана Пижова; оцінка: добре).
Упродовж 1983—1993 років працювала в Ужгороді на Закарпатському художньому комбінаті Художнього фонду України. Згодом мешкала у Сваляві, в будинку на вулиці Радянській, № 113. 1997 року виїхала до Чехії.

## Творчість
Працює у галузях монументального мистецтва (мозаїка, вітраж) та прикладного мистецтва (розпис, ткацтво). Використовує українські народні традиції, закарпатські мотиви. Серед робіт:
- гобелени «Подих весни» (1984), «Промінь» (1988), «Зустрічні» (1992), «Прамати» (1992; вовна, ручне ткацтво), «Материнство» (1993);
- вітраж «Сад» (1988; кольорове скло).

З 1984 року учасниця обласних та з 1989 року — всеукраїнських мистецьких виставок.

## Виноски
1. ↑  У Довіднику членів Національної спілки художників за 2003 рік її прізвище відсутнє.